# Mil Mi-40
Mil Mi-40 byl projektovaný sovětský, resp. ruský vrtulník určený k transportu pěchotního družstva (cca 10 osob) na bojiště, kterému poté mohl poskytnou palebnou podporu svými zbraněmi. První návrhy pocházejí z roku 1983, jsou známy jen technické výkresy a modely. Ačkoli byl projekt nakrátko vzkříšen v 90. letech 20. století, nebyl zřejmě postaven ani prototyp. Poslední informace pocházejí z roku 1995, projekt je považován za zrušený.

## Konstrukce
Navazoval na koncepci bitevního typu Mil Mi-24, konstrukčně vycházel z pozdějšího typu Mil Mi-28, z něhož převzal pohonnou soustavu, také nosník ocasního rotoru a některé elektronické a zbraňové systémy. I podvozek vypadal obdobně jako u Mi-28, jen v opačné konfiguraci. U Mi-40 měl nezatahovatelný podvozek dvojici kol na levém i pravém boku trupu plus příďové zdvojené kolo. Mi-28 má hlavní podvozek vepředu a vzadu je ocasní kolo. Hlavní rotor vrtulníku Mi-40 měl pět listů, ocasní měl dva dvoulisté souosé rotory ve tvaru písmene X. Na nosnících na boku trupu byly celkem 4 závěsy pro výzbroj.

## Specifikace
Data z knihy Atlas vojenské techniky: Vrtulníky, Magnet-press, 1994 (je uvedeno, že jde o předběžné údaje)

### Technické údaje
- Délka:[pozn. 1] 16,5 m
- Výška:[pozn. 2] 4,45 m
- Rozpětí křídla: 4,87 m
- Průměr hlavního rotoru: 17,2 m
- Průměr vyrovnávacího rotoru: 3,84 m
- Únosnost: 1 700 - 1 800 kg
- Prázdná hmotnost:[pozn. 3] 7 800 kg
- Maximální vzletová hmotnost: 11 600 kg
- Pohon: 2× motor Klimov TV3-117VM, 1 638 kW každý

### Výkony
- Maximální rychlost: 290 km/h
- Cestovní rychlost: 260 km/h
- Statický dostup: 2 600 m
- Praktický dostup: 5 300 m
- Dolet: 450 km

### Výzbroj
- kanónové kontejnery
- protitankové řízené střely
- neřízené střely S-8 proti pozemním cílům